# Colline de Gediminas

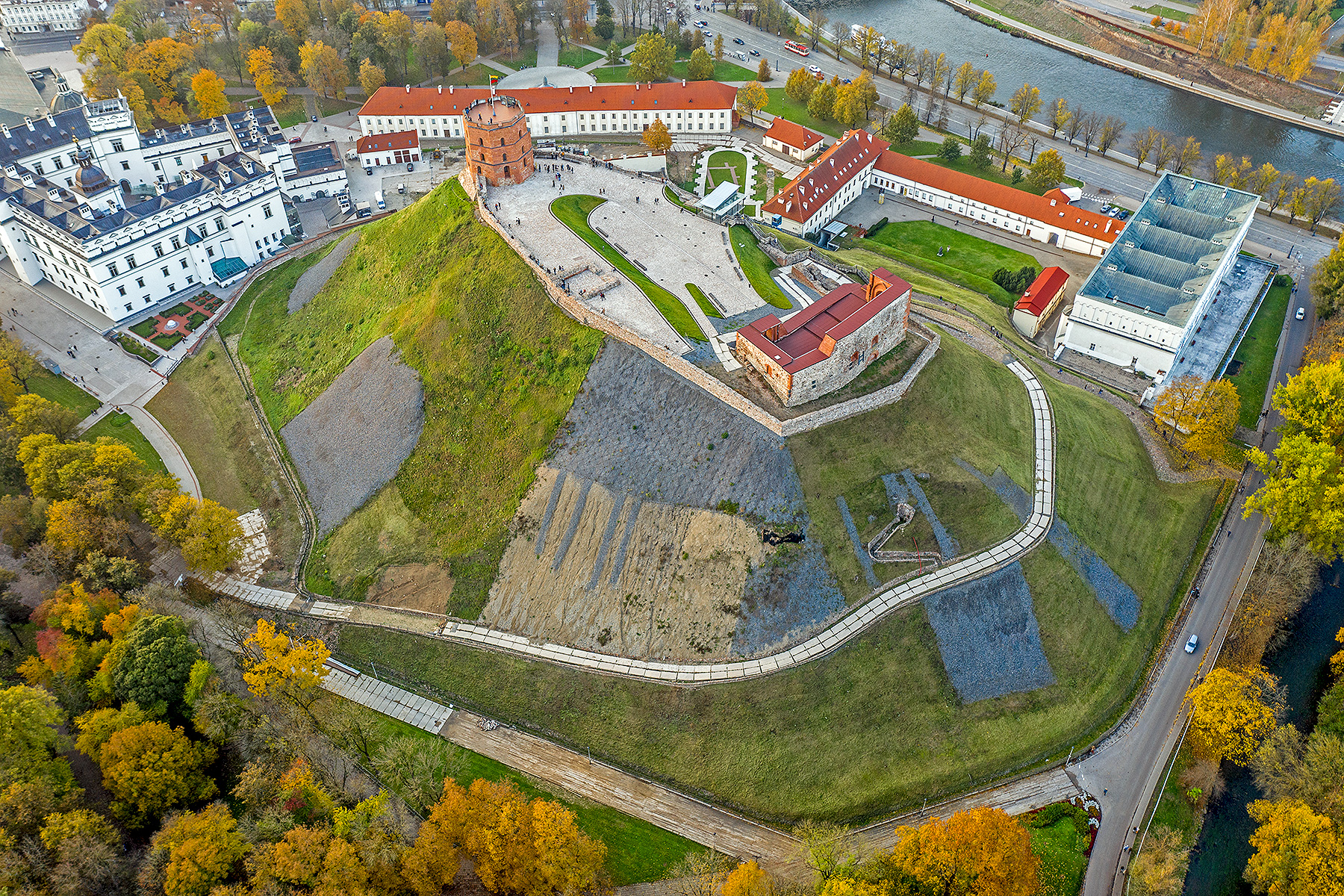
Colline du Château, 2020

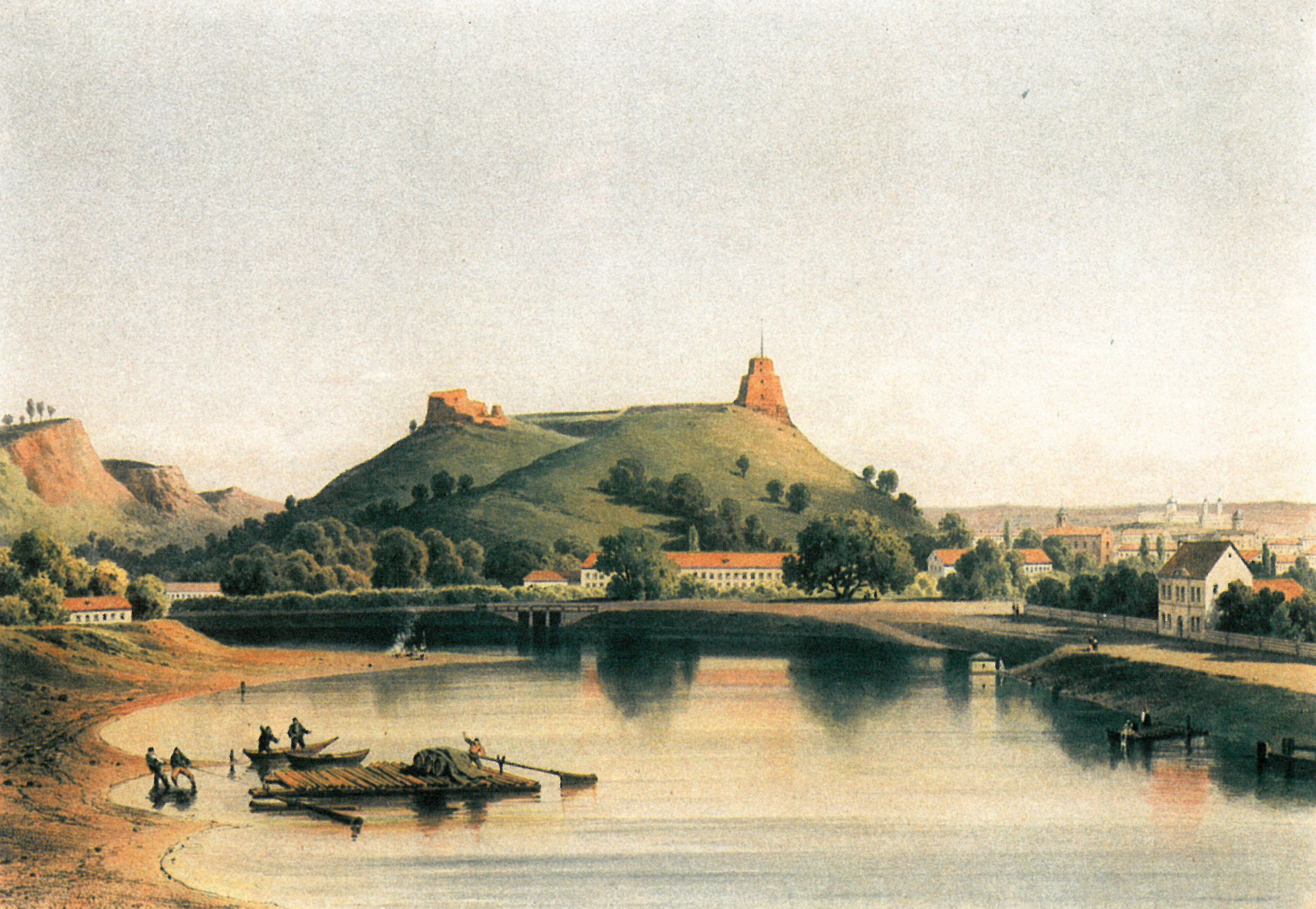
Colline du Château, 1870

La Colline du Château (en lituanien : Pilies kalnas) ou Colline de Gediminas (en lituanien : Gedimino kalnas) est une colline située à Vilnius, en Lituanie, au confluent des rivières Néris et Vilnia, sur le côté gauche de la Vilnia. Elle est surtout connue comme l'emplacement de la tour de Gediminas, un monument emblématique de Vilnius, un vestige du château supérieur fortifié datant du Moyen Âge. La colline du château fait partie de la Vilnius Castles Cultural Reserve (lt).

## Description
La colline a été formée à l'origine par l'érosion, mais a été remodelée par l'homme. Elle a été séparée de la partie sud-ouest du dépôt érosif de Sapieginė par un canal, qui forme l'embouchure de la Vilnia. Mindaugas Pakalnis, l'architecte en chef de Vilnius, a fait remarquer que l'érosion de la colline contribuait à sa valeur défensive, car il est difficile de gravir les pentes qui s'effondrent.
Le sommet de la colline est à 142 m au-dessus du niveau de la mer et à 48 m au-dessus des terres environnantes, avec ses pentes à un angle de 35 à 40 degrés. Elle était autrefois presque dépourvue d'arbres, mais depuis le début du XXe siècle, des arbres ont poussé sur ses pentes. Ceux-ci ont été abattus en 2011-2013, lorsque la colline a acquis sa forme actuelle. La colline a un sommet plat ovale de 110 à 120 m de long sur 50 à 60 m de large, où le château supérieur a été construit. Au XXIe siècle, l'érosion des pentes s'est intensifiée et il y a eu une série de glissements de terrain. Parmi les raisons suspectées figuraient la construction de l' ascenseur de la colline de Gediminas, des travaux de construction à grande échelle liés à la restauration du palais des grands-ducs de Lituanie au pied de la colline et des activités économiques dans la zone, ainsi qu'un entretien général négligent. Les conditions météorologiques ont également contribué à la détérioration des pentes. Des travaux de stabilisation des pentes ont été réalisés en 2017-2022.